# Victor Horta

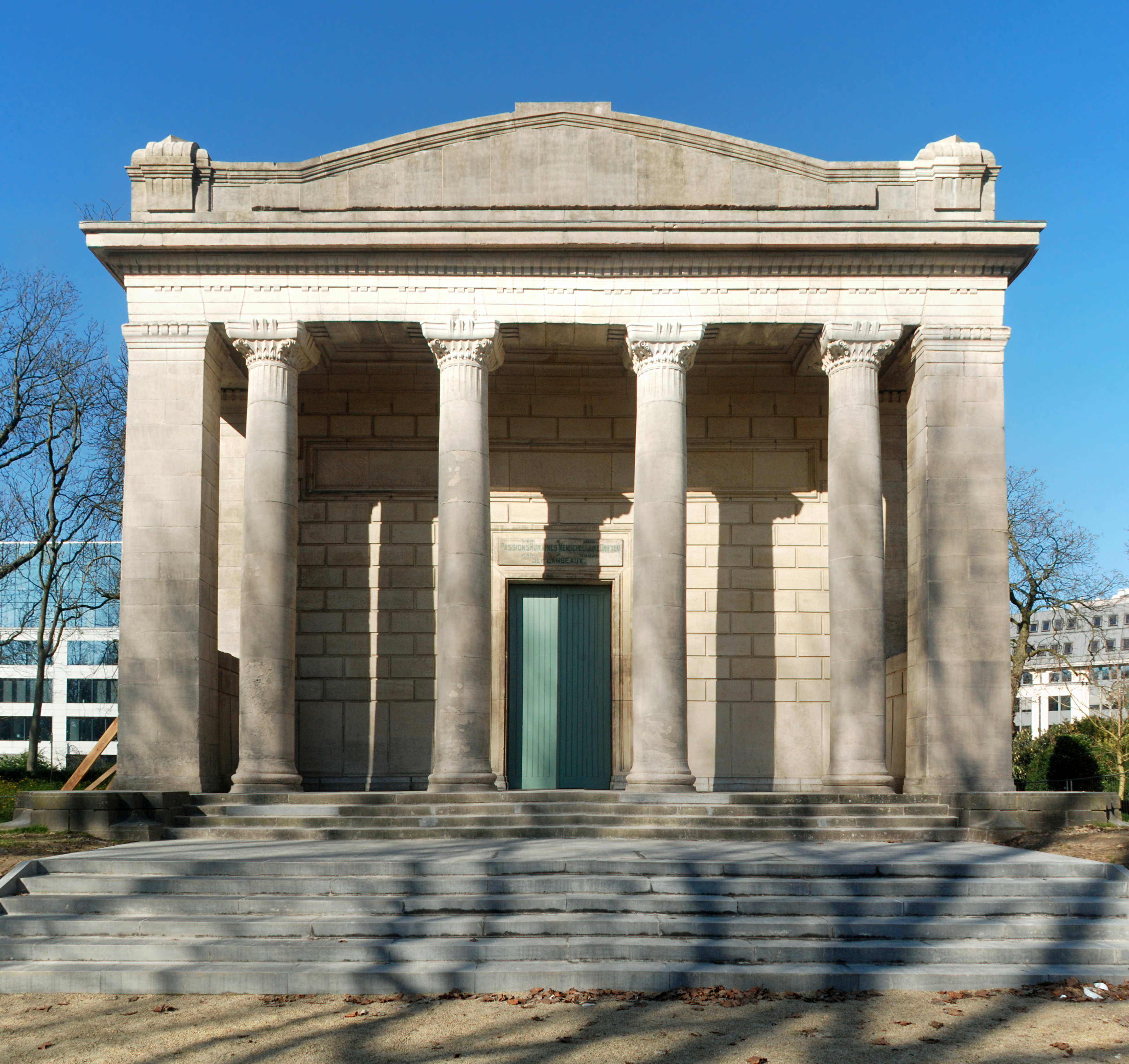
El Templo de las pasiones humanas (Pavillon des Passions humaines) (1890-1897), Parque del Cincuentenario, Bruselas.

Victor Horta (Gante, 6 de enero de 1861 — Bruselas, 8 de septiembre de 1947) fue un arquitecto belga pionero del Modernismo.

## Biografía
Por parte paterna: El padre de Victor Horta, llamado Petrus Horta, era un modesto zapatero, nacido en Brujas en 1795 y que vino a instalarse a Gante. Los ocho bisabuelos de este Petrus Horta se encuentran en Brujas. El tatarabuelo paterno de Víctor Horta (el padre de su bisabuelo), y al parecer el primer portador del apellido Horta en Brujas, Salvator Horta, murió en el Hospital de San Juan de Brujas el 9 de diciembre de 1727. El registro de defunción menciona esta fecha: 9 (diciembre de 1727) Salvatoor Oortha van Napels. Probablemente era un soldado  napolitano que había hecho escala en los Países Bajos del Sur. Se había casado con una tal Isabelle Bruggeman, Bourgeman o Bourgman. Dejó tres hijos nacidos en Brujas: Michaël Carolus nacido el 5 de noviembre de 1721, Regina, nacida el 14 de enero de 1724 y Guido, nacido el 31 de marzo de 1726. Este último era el padre de Jacobus Horta, carpintero, bautizado en Brujas  el 24 de noviembre de 1768, que se casó en Brujas en 1790 con Anna Theresia De Ceuninck, nacida en Brujas en 1769. Estos últimos eran los abuelos de Víctor Horta, pero él nunca los conoció porque ya estaban muertos cuando él nació en Gante. Es cierto que el padre de Víctor ya era mayor cuando nació su hijo, y que Víctor apenas había salido de la adolescencia cuando perdió a su padre en 1880.
Por parte de su madre: la madre de Victor Horta, con quien Petrus Horta se casó por segunda vez en Gante en 1851, era Henriette Coppieters. Nació en Lede en 1824, y su padre Jacques Coppieters era posadero allí, aunque había nacido en Hamme (Flandes Oriental). Su abuelo materno, Joannes Baptiste Vandersteen, era alguacil en Lede. Así, los orígenes familiares maternos de Víctor Horta se encuentran en la región que rodea a Dendermonde.
Victor Petrus Horta nació en Gante el 6 de enero de 1861 en el seno de una familia numerosa. Era el decimocuarto de quince hijos. Su madre Henrica, conocida como Henriette Coppieters, era la segunda esposa de Petrus Jacobus Joannes, que ya tenía diez hijos de su primer matrimonio. 
Victor Horta durante un breve periodo estudió violín. Expulsado del Conservatorio por indisciplina, durante 1876, con 15 años, se trasladó a la Academia de Bellas Artes (Francia) donde comenzó sus estudios como arquitecto, inscribiéndose en la especialidad de Dibujo Arquitectónico. Se mantuvo dos años trabajando en París, y posteriormente regresó a Bélgica en 1880 por la muerte de su padre. En 1881 contrajo matrimonio con Luian, con quien tendría su única hija y de la que se divorciaría en 1906, instalándose en Bruselas, donde reanudaría sus estudios de arquitectura en la Academia des Beaux-Arts, combinándolos con la actividad profesional.

## Trayectoria
A sus 23 años, en 1884 comenzó a trabajar como dibujante para Alphonse Balat, personaje destacado en la época, ya que fue el arquitecto favorito del rey Leopoldo II de Bélgica. De este arquitecto aprendió los principios del clasicismo los cuales serían influyentes y claramente visibles en sus primeros encargos. En 1893 se convirtió en profesor de la universidad, siendo un periodo importante para su desarrollo como arquitecto, pues recibió sus encargos más influyentes de sus dos amigos Autrique y Tassel, a quienes les proyectó y construyó sus respectivas viviendas en Bruselas.

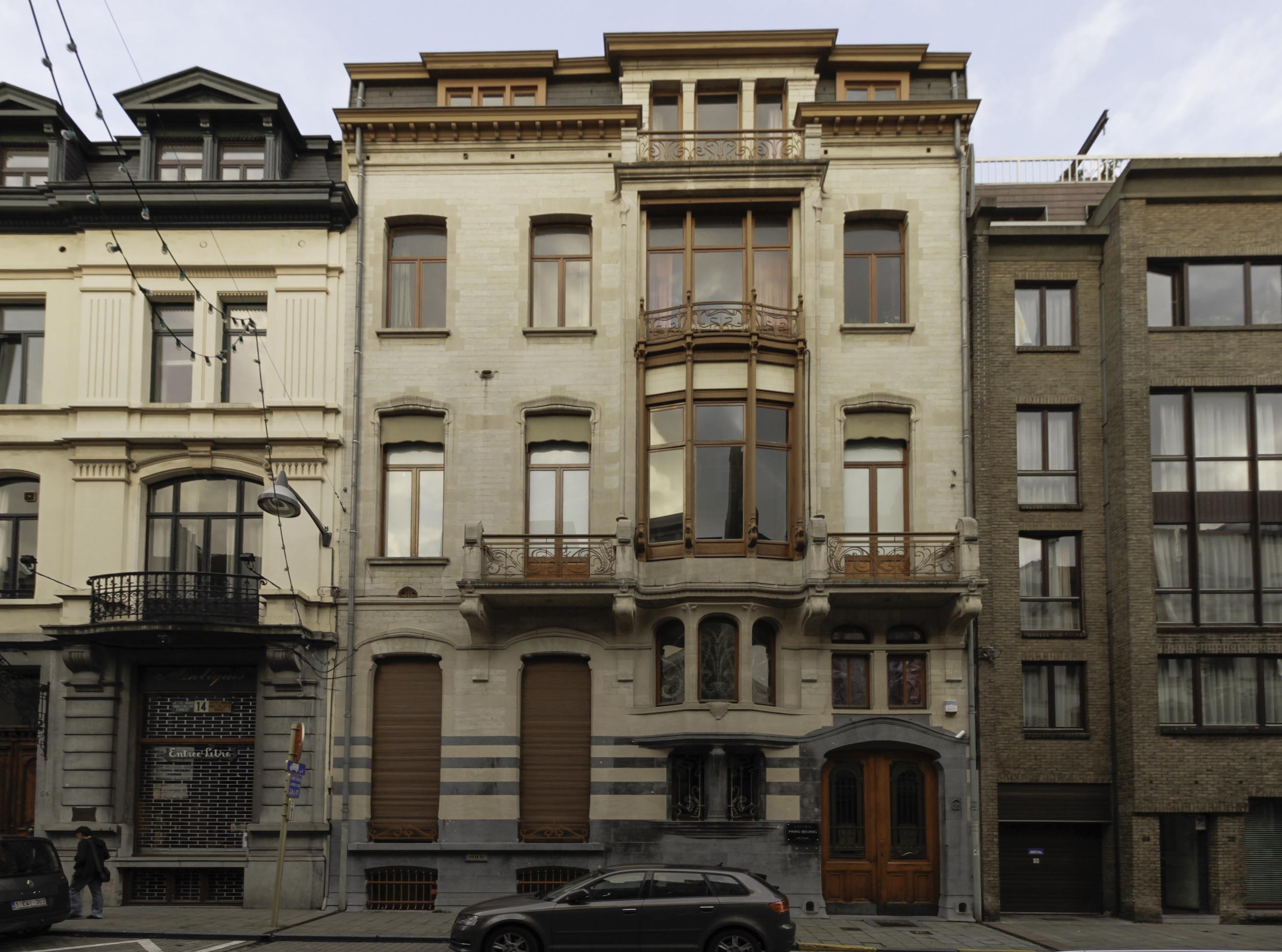
Hôtel Winssinger, Sint-Gilles, c. 1910

Entre los años 1892 y 1893 realizó su primera obra innovadora: la llamada Casa Tassel, un edificio unifamiliar erigido en Bruselas, donde prescindió del pasillo y de las habitaciones en fila creando espacios fluidos y dando un nuevo tratamiento al uso del hierro y del cristal, creando formas vegetales tanto en elementos arquitectónicos, como en el mobiliario. Más adelante edificó la Casa Solvay (1895-1900) y su propia casa, la Casa Horta (1898) siguiendo idénticos parámetros.
Pero Horta no sólo acometió la construcción de viviendas sino que aplicó el nuevo estilo a otros edificios nacidos de los cambios sociales y económicos del siglo. Así entre 1896 y 1899 construyó su considerada obra maestra, la Casa del Pueblo (sede del Partido Socialista Belga), y entre 1901 y 1903 los grandes almacenes Innovation (conocidos como Inno), edificios ambos lamentablemente desaparecidos pero de los que quedan testimonios fotográficos.

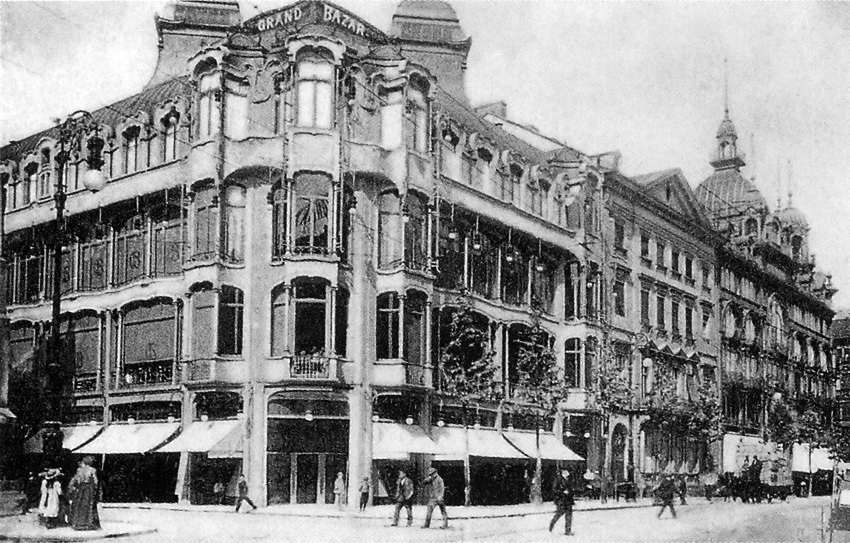
Grand Bazar-Palais Rothschild-Schmoller, Fráncfort, 1910

## Obras destacadas
- Casa Autrique (1892-1893): obra construida en forma paralela a la Casa Tassel. Se ubica en Chausee de Haecht 226, y logró conformar una simplicidad formal y de gran dignidad, a pesar de un presupuesto ajustado. En esta obra se destaca la exploración de Víctor Horta, ya que genera una integración del edificio con la calle, paredes decorativas de espesores distintos, formas simétricas y asimétricas coexistentes, y luego está el uso revolucionario del metal.[2]

- Maison Tassel (1892-1893): ubicada en Bruselas, (Bélgica), esta obra es en la que principalmente se aprecia el nuevo movimiento conocido como el art nouveau ya que se utiliza en su totalidad elementos naturales, líneas curvas y asimétricas.

- Casa Solvay (1895-1900): Obra ubicada en Bruselas. En ella se utilizan los mismos parámetros que en sus primeras construcciones, caracterizado por una original decoración diseñada por él mismo e inspirada en motivos vegetales. Entre sus características principales destaca su fachada simétrica hasta el nivel situado en torno a la puerta-ventana de la planta principal. Los materiales utilizados se repiten dentro de las obras de Víctor Horta, tales como vidrio y hierro.

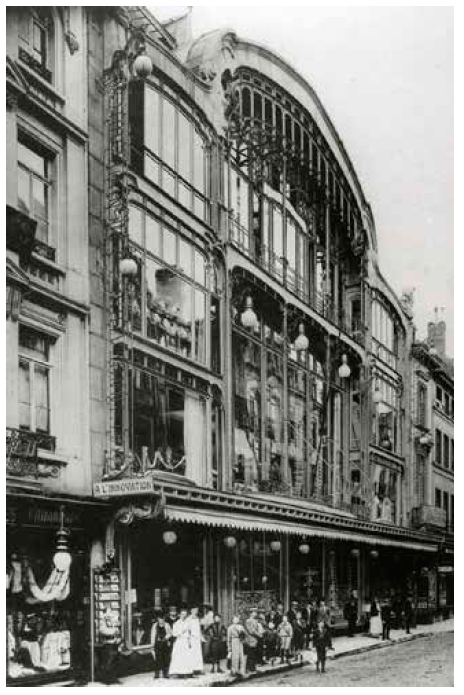
Tienda ”À l’Innovation” - rue Neuve, Bruselas - 1901

- Casa Horta (1898-1902): su propia casa, la cual sigue los parámetros que ya utilizaba como estilo de construcción, ubicada en las afueras de Bruselas, obedece a la expansión urbana que experimentaba Bélgica a fines del siglo XIX. En el interior del inmueble destacan los diferentes espacios con sus usos específicos, como por ejemplo: el estudio es distinto a otros sectores. También se plantea una composición asimétrica, en rebeldía contra los cánones de la época. No obstante, ambos edificios mantienen un diálogo fluido en términos de líneas generales de composición, forma y proporción de vanos, materiales y colores, con los que además se integra a otros predios de la calle.

- la Casa del Pueblo (1895-1899): No sólo en la construcción de viviendas se aprecia este nuevo estilo, sino que también lo aplica a otras edificaciones que nacieron a raíz de los cambios sociales y económicos del siglo que se vivía, viéndose aplicada en la obra que construiría entre los años 1896 y 1899: “La Casa del Pueblo “, sede del Partido Socialista Belga. A diferencia de las obras de Víctor Horta, en esta casa se utiliza el vidrio como muro cortina en casi toda la fachada.

## Obras
- En Bruselas:

- 1890: Maison Matyn - 50 rue de Bordeaux en Saint-Gilles
- 1890-1903: transformación de dos casas neoclásicas que datan de 1844 y pertenecen a Henri Van Cutsem (antiguo Hôtel Charlier, hoy Museo Charlier), protegidas en 1993, 16 avenida  de las Artes y 42 rue de la Charité en Saint-Josse-ten-Noode
- 1892-1893: casa Tassel - 6 rue Paul-Émile Janson - patrimonio mundial de la Unesco
- 1893: Maison Autrique - 266 chaussée de Haecht
- 1894: Hôtel Winssinger - 66 rue del Hôtel des Monnaies
- 1894: taller de Godefroid Devreese - 71 rue des Ailes, transformada
- 1894-1895: Hôtel Frison - 37 rue Lebeau
- 1894-1898: casa Solvay - 224 avenida Louise - patrimonio mundial de la Unesco
- 1895-1897: casa van Eetvelde - 2 y 4 avenida  Palmerston - patrimonio mundial de la Unesco
- 1895-1899: Jardin d'enfants n° 15 de la ville de Bruxelles, 40 rue Saint-Ghislain
- 1895-1923: clínica Saint-Michel - 152-154 rue de Linthout en Etterbeek, concebida en colaboración con los arquitectos Hubert Marcq y Fernand Symons
- 1896: Hôtel Deprez-Van de Velde - avenida  Palmerston 3 y rue Boduognat 14
- 1896-1899: Maison du Peuple, destruida en 1965
- 1898-1901: maison personnelle y el taller - 23-25 rue Américaine - patrimonio mundial de la Unesco
- 1899: el Pabellón de las Pasiones Humanas, parc du Cinquantenaire, conteniendo un bajorrelieve de Jef Lambeaux
- 1899-1902: hôtel Aubecq - 520 avenida  Louise, demolido en 1950. Una de las fachadas fue desmontada en 1949 y colocada sucesivamente en varios lugares, entre ellos un cuartel de Namur, gracias a la acción del arquitecto Jean Delhaye, antiguo alumno y salvador de algunos inmuebles de Victor Horta. Las puertas y los planos fueron vendidos por un anticuario de Tournes.
- 1901: À l'Innovation, rue Neuve, grandes almacenes, destruidos por un incendio en 1967.
- 1901-1903: Casa-taller del escultor Pierre Braecke - 31 rue de l'Abdication
- 1901-1903: Casa-taller del escultor Fernand Dubois - 80 avenida  Brugmann
- 1903: Grand bazar Anspach - boulevard Anspach
- 1903: anciens magasins Waucquez, actualmente es el Centre belge de la bande dessinée - 20-21, rue des Sables
- 1903: Maison Sander Pierron, 157 rue de l'Aqueduc en Ixelles
- 1904-1906: Hôtel Max Hallet - 346 avenida  Louise
- 1906: Maison Vinck - 85 rue Washington en Ixelles
- 1906-1923: Hôpital Brugmann - 4 place Van Gehuchten (Laeken)
- 1909: anciens magasins Wolfers frères - 11-13 rue d'Arenberg
- 1922-1928: Palacio de Bellas Artes de Bruselas - rue Ravenstein
- 1947- 1952: Estación de Bruselas]]-Central - Cantersteen, terminada por Maxime Brunfaut.

- En otros lugares de Bélgica:

* 1885: tres casas - 49, 51 y 53 Twaalfkameren en Gante
- La Bastide, su casa de campo y sa conciergerie surplombant el lago de Genval en un terreno adquirido en 1912, en La Hulpe
- 1895-1896: pompe à bras de los  establos del Château de La Hulpe, en La Hulpe
- 1890: sepultura de Desiré Lesaffre, encargada por la logia masónica Les Amis Philanthropes, en Oudenburg (cerca de Ostende)
- 1899-1903: Villa Carpentier, en Renaix
- 1922-1928: Museo de Bellas Artes de Tournai (premiers plans d'avant la Première Guerre mondiale), en Tournai
- Dos piédestaux en colaboración con su amigo el escultor Guillaume Charlier, en Tournai
- Una casa de campo en Sosoye (en la proximidad de Maredsous)

- En Alemania:

- 1903: gran almacén Grand Bazar en Francfort-sur-le-Main, demolido

## El estilo Horta
Victor Horta aportó innovaciones revolucionarias a la arquitectura: la planta abierta, la difusión y transformación de la luz por todo el edificio y la integración de las líneas curvas de la decoración en la estructura del edificio. Se interesó por la línea curva nada más salir de la Academia, para "transponer la antigua curva de las columnas a otros elementos de la arquitectura" (Memorias).
Utilizaba estructuras metálicas, que a menudo dejaba al descubierto para que formaran parte de la decoración. Permiten crear espacios de vida flexibles, generosamente iluminados por tragaluces y pozos de luz. La decoración interior es muy ingeniosa, con suelos de mosaico, paredes pintadas, herrajes con volutas y arabescos, y muebles personalizados. 
Las casas de Victor Horta son todas diferentes y se adaptan perfectamente al estilo de vida del cliente. Rápidamente, diseñó cada detalle de sus edificios y creó él mismo el mobiliario.
Más tarde, cuando el Art Nouveau estaba en declive, Victor Horta evolucionó, y las líneas rectas sustituyeron a las curvas, pero siguió jugando con la luz, los colores de la luz y la disposición de los espacios. Tras la Primera Guerra Mundial, sus conceptos arquitectónicos volvieron a cambiar, sus edificios utilizaron el hormigón y se volvieron cubistas.
Su arquitectura también demuestra sus preocupaciones sociales: las ventanas iluminan los sótanos donde se encuentran las cocinas, los montaplatos y los bufés giratorios simplifican la vida de los sirvientes

## Honores y distinciones

### Premios
- 1884: premio Godecharle

### Reconocimientos
- 1948: Creación del Premio barón Horta, entregado por la Escuela de bellas artes de la Real Academia de Bélgica
- 1993: Apertura de la estación Horta del sistema Premetro de Bruselas
- 1994: Lanzamiento del billete de 2000 francos belgas con su rostro.[9]
- 1996: Fundación del Premio Bruxelles-Horta, entregado por la Sociedad de arquitectos de Bruselas
- Un asteroide descubierto en 1931 lleva su nombre.

### Clasificación de la UNESCO
- 2000: inscripción en la Lista del Patrimonio Mundial de la UNESCO de cuatro obras:
  - Hôtel Tassel (1893)
  - Hôtel Solvay (1895-1903)
  - Hôtel van Eetvelde (1895-1901) (actualmente propiedad de Distrigaz, que la utiliza como espacio de recepción de visitas en grupo)
  - Maison Horta (1898-1901) (actualmente Museo Horta)

### Museos
En Bruselas, tres obras arquitectónicos están abiertas al público:
- la antigua casa personal y el estudio del arquitecto se convirtieron en el Museo Horta;
- la Casa Autrique, una de las primeras obras de Victor Horta, presenta una escenografía interior diseñada por François Schuiten y Benoît Peeters;
- la antiguas tiendas Waucquez albergan el Centro Belga del Comic